# Ernst Benda
Pour les articles homonymes, voir Benda.
Ernst Benda, né le 15 janvier 1925 à Berlin et mort le 2 mars 2009 à Karlsruhe, est un homme politique et juriste allemand, membre de l'Union chrétienne-démocrate d'Allemagne (CDU). Après avoir été ministre fédéral de l'Intérieur de 1968 à 1969 dans la grande coalition de Kurt Georg Kiesinger, il a présidé le Tribunal constitutionnel fédéral entre 1971 et 1983.

## Éléments personnels

### Formation et activité professionnelle
Après avoir passé son Abitur en 1943, il est enrôlé dans la Kriegsmarine. À la fin de la Seconde Guerre mondiale, il sert au large de la Norvège avec le grade d'appointé-chef. À la suite du conflit, il entame des études supérieures de droit à l'université Humboldt de Berlin, où il fera partie du dernier conseil étudiant librement élu. Radié de force en 1948 par l'université, désormais dominée par les communistes, il s'enfuit aux États-Unis poursuivre son cursus à l'université du Wisconsin-Madison, avant de revenir en Allemagne de l'Ouest achever ses études à l'université libre de Berlin. Il obtient son second diplôme juridique d'État en 1955 et s'installe un an plus tard comme avocat à Berlin-Ouest.
En 1978, il est fait professeur honoraire de l'université de Trèves, puis devient, en 1984, professeur des universités de l'université Albert Ludwig de Fribourg, où il participe régulièrement aux réunions de Bitburger sur la politique juridique. Il a en outre présidé le conseil des médias de Berlin-Brandebourg de 1992 à 2008.

### Vie privée
Il est marié et père de deux enfants. Il est décédé dans la ville de Karlsruhe, où siège le Tribunal constitutionnel fédéral depuis sa création.

## Parcours politique

### Les débuts: élu local puis fédéral
Il adhère à la CDU en 1946, et fonde en 1951 l'association des étudiants chrétiens-démocrates (RCDS). Cette même année, il est élu à l'assemblée du quartier de Berlin-Spandau, où il prend la présidence du groupe des élus chrétiens-démocrates. En 1952, il est porté à la tête de la Junge Union (JU) de Berlin-Ouest, démissionnant en 1954, année de son entrée à la Abgeordnetenhaus de la ville-Land.
Il entre au Bundestag lors des élections fédérales de 1957, et prend une part active au débat concernant, au cours de l'année 1965, le décalage de la fin du délai de prescription des crimes du nazisme, en sa qualité de porte-parole du groupe CDU/CSU sur les questions juridiques. L'année suivante, il fait partie des membres de la commission mixte, qui comprend des députés fédéraux et des membres du Conseil fédéral, chargée d'examiner les résultats de l'exercice Fallex 66 de l'OTAN.

### Ministre fédéral de l'Intérieur
Nommé secrétaire d'État parlementaire du ministère fédéral de l'Intérieur en 1967, Ernst Benda est choisi pour en prendre la direction après la démission de Paul Lücke, le 2 avril 1968. Il assure alors l'adoption et l'application de la « loi sur l'article 10 », officiellement appelée « loi sur la limitation du secret de la correspondance, des envois postaux et des communications », et participe à l'élaboration de la loi sur l'état d'urgence, bien qu'il soit alors très sceptique sur l'avenir de l'État de droit en cas d'application de cette loi. Il quitte son poste avec la formation d'une coalition sociale-libérale excluant la CDU du pouvoir, le 21 octobre 1969.

### Président du Tribunal constitutionnel

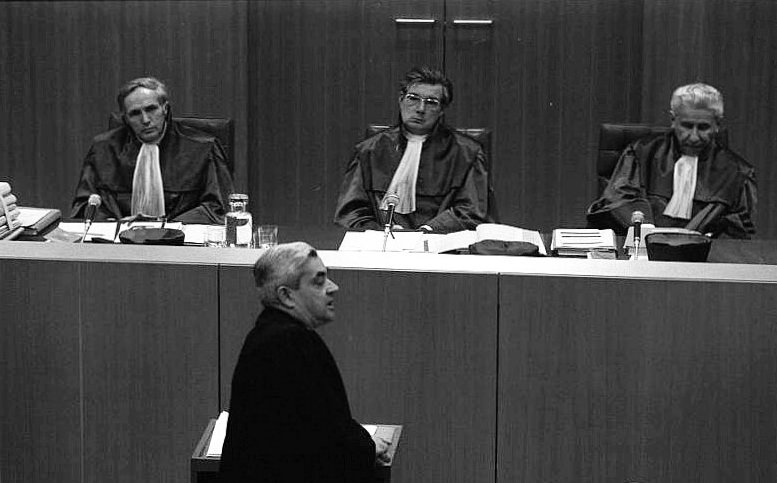
Ernst Benda (centre) face à Horst Ehmke, en 1974.

Il continue alors de siéger au Bundestag jusqu'au 8 décembre 1971, lorsqu'il est élu président du Tribunal constitutionnel fédéral. Son mandat est marqué par des arrêts concernant le caractère criminel de l'interruption volontaire de grossesse, rendu le 25 février 1975, et l'enlèvement de Hanns Martin Schleyer, le 16 octobre 1977. Il est en outre à l'origine de l'arrêt du 15 décembre 1983 ayant reconnu le droit à l'auto-détermination informative, c'est-à-dire le droit pour chaque personne de ne divulguer que les informations personnelles qu'elle souhaite, dans le cadre du recensement de la population. Il prend sa retraite cinq jours plus tard et se retire de la vie publique.

## Publications
- Die Notstandsverfassung, München/Wien 1966.
- Verfassungsprobleme der Großen Koalition. In: Die Große Koalition 1966–1969. Eine kritische Bestandsaufnahme, Freudenstadt 1969, Seiten 162–168.
- Zukunftsfragen der Parlamentarischen Demokratie. In: ZParl (de), Jg. 1978, Heft 4, Seiten 510–521.
- Meinungsforschung und repräsentative Demokratie. In:Horst Baier (de), Hans Mathias Kepplinger (de), Kurt Reumann: Öffentliche Meinung und sozialer Wandel, Opladen 1981, Seiten 96–104.
- Das Verhältnis von Parlament und Bundesverfassungsgericht. In: Uwe Thaysen (u. a.): US-Kongress und Deutscher Bundestag, Opladen 1988, Seiten 217–232.